# Jane Bürgermeister
Jane Bürgermeister é uma jornalista austríaca que apresentou acusações criminais junto ao FBI contra a Organização Mundial da Saúde, Organização das Nações Unidas, o governo estadunidense, várias organizações públicas de saúde como a FDA, bem como vários laboratórios médicos e farmacêuticos.
Em 10 de junho de 2009, ela acusa essas organizações e seus representantes de cometer vários crimes graves relacionados ao bioterrorismo, como a tentativa de genocídio, assassinato em massa, alta traição, etc.. Esta sucede-se a uma outra apresentada contra as empresas Baxter AG e a Avir Green Hills Biotechnology por terem produzido um lote contaminado de vacina contra a gripe suína, alegando que as duas empresas pretendiam fabricar um vírus e lucrar com o dito. 
Igualmente investigou o estranho caso acidente de aviação em que morreu o presidente da Polónia, Lech Kaczynski, a sua mulher e toda a comitiva presidencial, que ocorreu em 10 de Abril de 2010 em Smolensk, na Rússia, e onde praticamente nenhum chefe-de-estado ou chefe de governo de países mais influentes compareceu ao seu funeral.